# アルダ・トゥラン
アルダ・トゥラン（Arda Turan, 1987年1月30日 - ）は、トルコ・イスタンブール出身の元サッカー選手。元トルコ代表。ポジションはミッドフィールダー。

## 経歴

### ガラタサライ
2000年からトルコのガラタサライのユースに所属し、2005年にトップチームに昇格した。その年、マニサスポルにレンタル移籍した。2006-07シーズンにはガラタサライに戻り、トップチームでプレーした。2008年にトルコ・スーパーカップ、トルコ・シュペルリガの2冠を達成し、自身もリーグ年間最優秀選手賞も獲得した。2009-10シーズンからキャプテンを任され、背番号は66番から10番に変更した。

### アトレティコ・マドリード

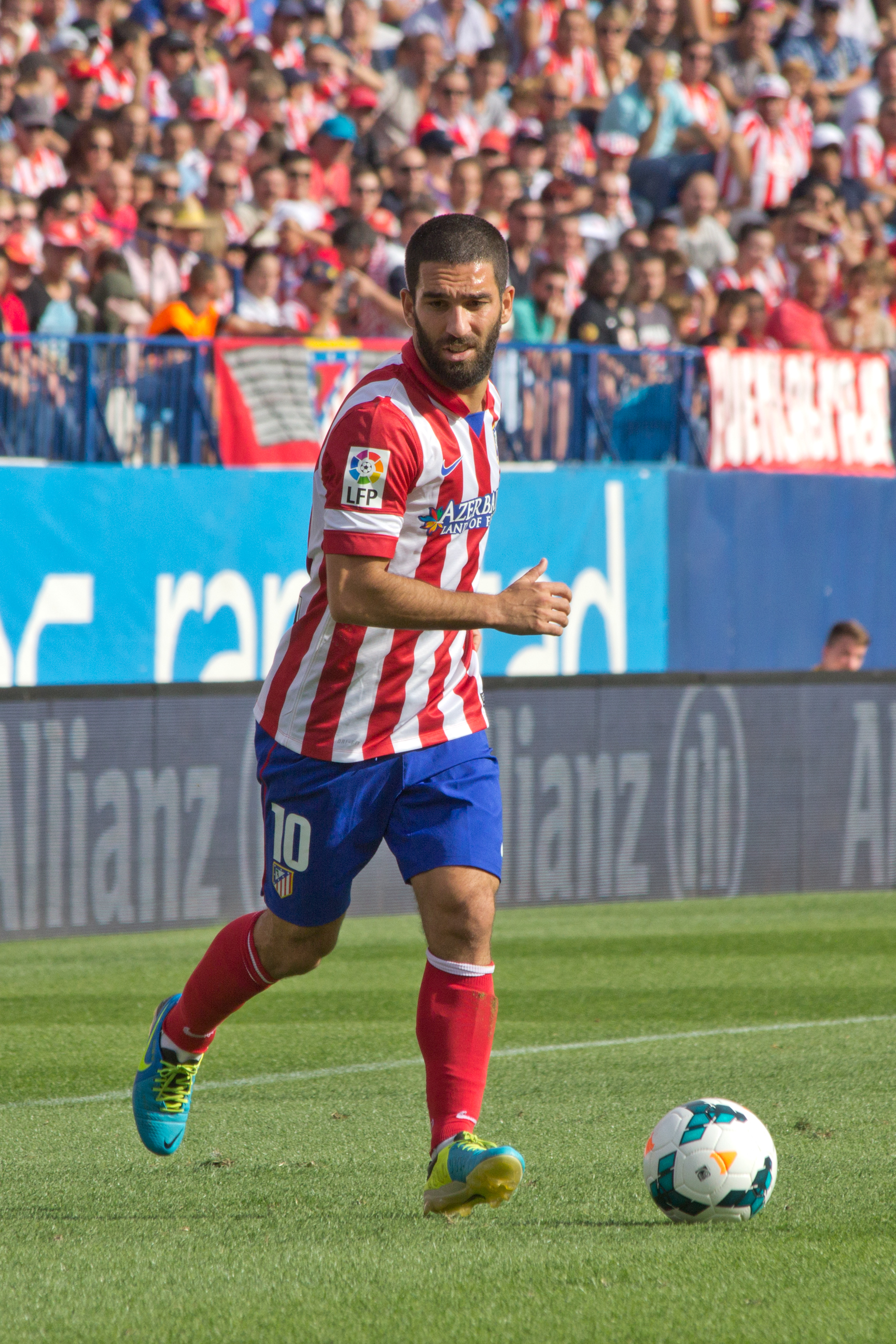
アトレティコ・マドリードでのアルダ・トゥラン(2013年)

2011年8月9日、アトレティコ・マドリードに1200万ユーロの移籍金とボーナスで加入することが発表された。
2011年8月28日のオサスナ戦でリーガデビューを果たし、後半から出場した。9月15日のセルティック戦でUEFAヨーロッパリーグデビューを果たし、先発出場してゴールをアシストした。9月18日には、再びスタメンに選ばれ、2アシストを記録した。10月25日、ガラタサライのウナル・アイサル会長は、ガラタサライとアトレティコの間で交わされた第一拒否権に基づき、トゥランが将来的にガラタサライに戻ってくることをLig TVのインタビューで明かした。 11月30日、ヨーロッパリーグのセルティック戦で、アトレティコの初ゴールを強烈なボレーで決めた。12月11日には、ボックスの外からドリブルでゴールを決めて、リーガ初ゴールを決めた。2012年4月22日、アトレティコはエスパニョールを3-1で破り、トゥランは2分間で2ゴールを決め、リーグ戦では7位に浮上し、マラガとの勝ち点差は3に縮まった。
2012-13シーズン前に背番号が11から10に変更された。アトレティコの開幕戦、レバンテとの１-１の対戦では、長距離シュートを放ってシーズンをスタートさせた。2012年のUEFAスーパーカップでは、チャンピオンズ・リーグを制したチェルシーと対戦し、ファルカオの3点目のゴールをアシストして4-1の勝利を収めた。
2013-14シーズン、チャンピオンズ・リーグ第1戦のゼニト・サンクトペテルブルク戦とポルト戦の2試合では、アトレティコの勝利に貢献し、それぞれの試合でゴールを決めた。 2014年4月30日には、チャンピオンズ・リーグ準決勝のチェルシー戦で3-1のアウェー勝利のラストゴールを決め、アトレティコを1974年以来の決勝進出へと導いた。リーグ戦では32試合に出場。引き分け以上でリーガ優勝が決まる最終節、カンプ・ノウでのバルセロナ戦、前半17分に負傷交代したジエゴ・コスタに続いて、23分に負傷交代を余儀なくされる。泣きながらベンチに戻っていったが、チームはディエゴ・ゴディンの得点優勝を決め、チームメイトと共に笑顔でタイトル獲得を祝った。

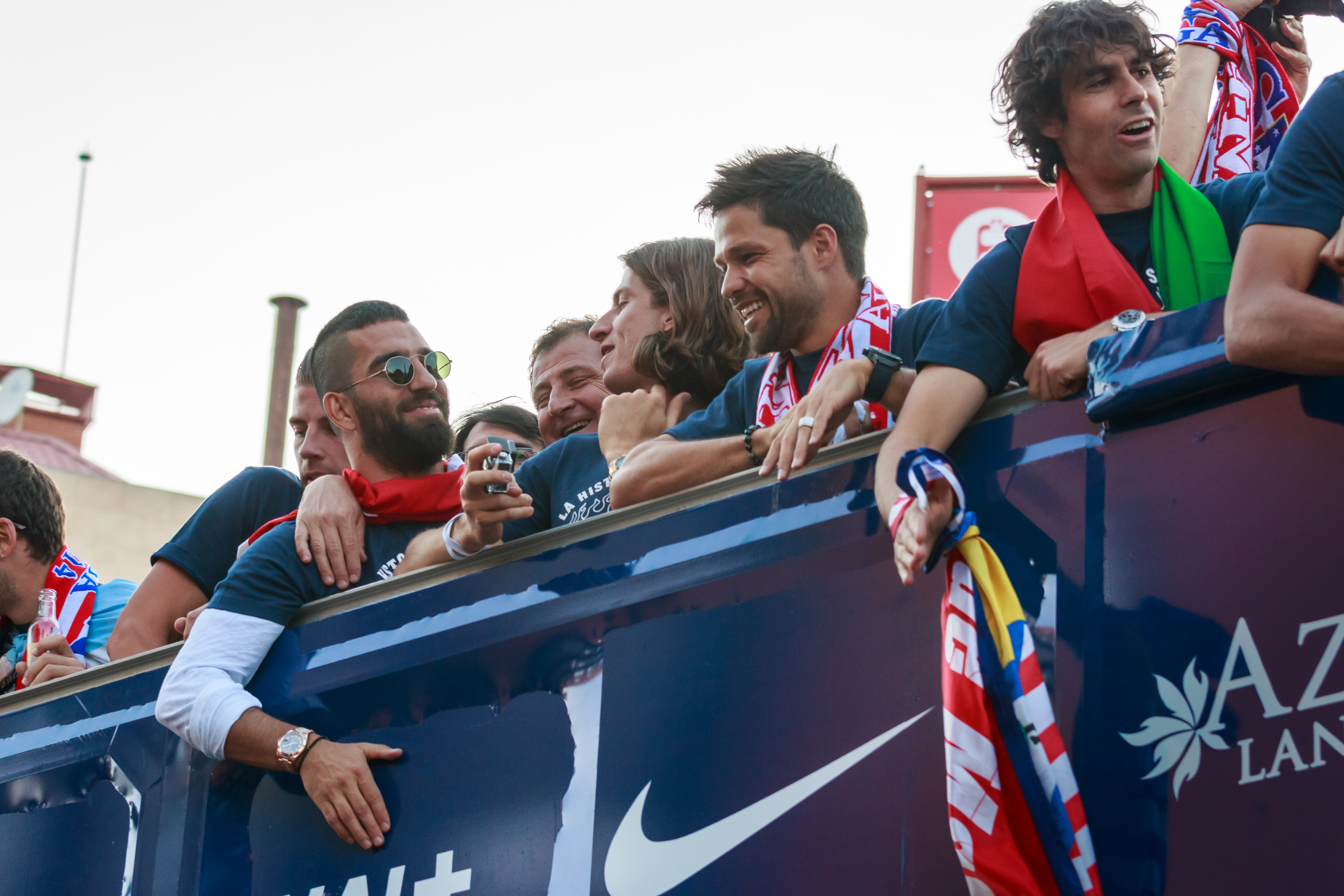
リーガ優勝パレードでのアルダ・トゥランとチームメイト達（2014年）

2014年10月1日、2014-15チャンピオンズリーグのグループステージでユヴェントス戦では、この試合で唯一のゴールを決めた。2015年1月28日、コパ・デル・レイ準々決勝ファーストレグのバルセロナ戦の47分、イヴァン・ラキティッチのファールを取られなかったことに苛立ち、副審の方向にシューズを投げつけた。 しかし、このことで罰則が下されることはなかった。

### バルセロナ
2015年7月6日、バルセロナに移籍することを発表した。移籍金は3400万ユーロ（約46億円）に700万ユーロ（約9億5000万円）のボーナスが付いており、5年契約を結んだ。当時バルセロナに入団した選手において史上8番目に移籍金が高い選手となった。なお、バルセロナは補強禁止処分を受けているため、選手登録は2016年の1月からとなった。
2016年1月に正式に登録。背番号は7番。9日のグラナダ戦で移籍後初アシスト、3月3日のラーヨ・バジェカーノ戦で初ゴールを記録。
2016-17シーズン、スーペルコパ・デ・エスパーニャのセビージャ戦では2戦合計2ゴール1アシストを記録し、タイトル獲得に貢献した。12月6日のチャンピオンズリーグ、ボルシア・メンヒェングラートバッハ戦ではハットトリックを達成した。

#### イスタンブール・バシャクシェヒル
2018年1月13日、イスタンブール・バシャクシェヒルにシーズンの残りとその後の2シーズンの期限付き移籍で加入。2018年5月4日のスィヴァススポル戦で判定に不満を持ち、副審に詰め寄り罵声を浴びせ両手で副審を強く押したことにより退場処分となった。この行為により、トルコサッカー協会より16試合の出場停止処分を受けた。この出場停止処分はトルコリーグ史上最長の処分となった。
2020年1月7日、レンタル契約を解消したことが発表され、バルセロナに復帰した。6月30日、復帰後選手登録されないまま、バルセロナを契約満了で退団した。

### ガラタサライ復帰
2020年8月5日、ガラタサライに復帰することが発表された。
2020年11月9日、 スィヴァススポル戦で2018年4月20日のカイセリスポル戦以来となる、933日（2年6ヶ月17日）ぶりにゴールを決めた。
2022年9月12日、現役引退を発表した。

## 代表歴
トルコ代表として各年代でプレーし、U-19代表の時はキャプテンも務めた経験がある。ユーロ2008ではミラクルターキーの中心選手として、チームをベスト4進出に導いた。

## エピソード
- 2012-13シーズンのコパ・デル・レイに優勝した際に、試合前の約束通り頭を丸坊主にした[11]。
- 2018年末、訪れたナイトクラブでトルコ人歌手のベルカイ（英語版）と喧嘩になり、ベルカイは鼻を骨折する怪我を負う。ベルカイの搬送先の病院で、持ち込んだ拳銃を発砲。銃の不法所持、発砲などの罪で禁錮2年8月15日、執行猶予5年の有罪判決を受けた[12]。

## タイトル

### クラブ

#### ガラタサライ
- スュペル・リグ：1回 (2007–08)
- テュルキエ・クパス：1回 (2004–05)
- TFFスュペル・クパ：1回 (2007–08)

#### アトレティコ・マドリード
- UEFAヨーロッパリーグ：1回 (2011–12)
- UEFAスーパーカップ：1回 (2012)
- コパ・デル・レイ：1回 (2012–13)
- リーガ・エスパニョーラ：1回 (2013–14)
- スーペルコパ・デ・エスパーニャ：1回 (2014)

#### バルセロナ
- リーガ・エスパニョーラ：1回 (2015-16)
- コパ・デル・レイ：2回 (2015-16, 2016-17)
- スーペルコパ・デ・エスパーニャ：1回 (2016)
- UEFAスーパーカップ：1回 (2015)
- FIFAクラブワールドカップ：1回 (2015)

#### 個人
- トルコ・シュペルリガ年間最優秀選手賞:3回 (2008, 2009, 2010)